# 麻哈没的算端
麻哈没的算端（Sultan Mahmud，？—1402年），算端就是苏丹的意思，帖木尔帝国的傀儡，西察合台汗国第7任可汗，昔兀儿海迷失的儿子。昔兀儿海迷失死后，帖木尔又拥立麻哈没的为傀儡可汗。1402年，麻哈没的去世，正式标志着察合台—窝阔台家族在中亚河中的王统彻底结束，从此察合台汗国只剩下东察合台汗国一个可汗。
| 前任： 昔兀儿海迷失 | 西察合台汗国君主 1384年—1402年 | 繼任： — |